# Cheikh Ibrahima Koma
Cheikh Ibrahima Koma, né le 26 janvier 1987, à Dakar, au Sénégal, est un joueur franco-sénégalais de basket-ball. Il évolue au poste de pivot.